# VFM5
VFM5 ([ˈvɪˈɛfˈɛm], произносится «Ви-эф-эм», аббр. от Vickers и Food Machinery, — названия корпораций-изготовителей) — англо-американский лёгкий танк, созданный в середине 1980-х годах совместно британской компанией Vickers Defence Systems Ltd (соответственно, по номенклатуре британской стороны, танк получил заводской индекс Vickers Mk 5) и американской корпорацией FMC International, на основе прототипа лёгкого авиадесантного танка CCV-L (разрабатывавшегося FMC для 82-й воздушно-десантной дивизии США), как его экспортная модификация для армий развивающихся стран.
На рынке вооружений и военной техники предлагался в малозатратном ценовом сегменте в комплекте с основным танком Vickers Mk 3(1). В качестве основного потенциального заказчика рассматривалась Малайзия (переговоры о возможных поставках велись в 1988—1990 годах), островное расположение которой было дополнительным аргументом в пользу закупки танка с возможностью оперативной переброски по воздуху на борту самолётов военно-транспортной авиации.

## Предназначение
Танк проектировался в расчёте под нужды конечного потребителя, — вооружённых сил развивающихся государств, преимущественно Азиатско-Тихоокеанского региона, — и предполагал наличие у заказчика потребности в лёгких танках, обеспечивающих сочетание высоких ходовых качеств и огневой мощи при удовлетворительном уровне бронезащиты. Танк предназначался для оснащения частей и соединений высокомобильных сухопутных и аэромобильных войск, оперативный манёвр которых обеспечивался частями военно-транспортной авиации: массо-габаритные характеристики VFM5 позволяли его переброску на борту военно-транспортных самолётов C-130, C-141 и машин аналогичной грузоподъёмности. Кроме того, немаловажным аспектом при создании танка было соотношение цены и качества серийной модели, её соответствие финансовым возможностям потенциального заказчика.

## Описание
В образованном в октябре 1985 г. консорциуме VFM, британская сторона в лице VDS отвечала за трёхместную вращающуюся башню со 105-мм пушкой L7 Ноттингемской королевской оружейной фабрики, стабилизированной в двух плоскостях, с малым импульсом отдачи и ручным перезаряжанием (прототип для ВДВ США был оснащён автоматом заряжания и как, следствие, его экипаж был меньше на одного человека — заряжающего), в то время как американская сторона в лице FMC отвечала за шасси, корпус и бронеэлементы. Танк был оснащён электронной системой управления огнём Marconi DFCS и командирским прибором наблюдения Pilkington PE. СУО включала в себя прибор ночного видения с интенсификацией изображения и лазерный дальномер с максимальной эффективной дальностью облучения цели до 9990 м и погрешностью измерения до ±10 м (на максимальном удалении). Компоновочная схема танка была стандартной. Сварной корпус танка был изготовлен из лёгкого алюминиевого сплава с наложенными поверх него бронелистами из высокопрочной стали в лобовой части и по бортам. Боекомплект танка составлял 41 снаряд и размещался ниже погона башни (во избежание детонации в случае попадания в башню снарядов или других поражающих элементов противотанковых средств противника), 22 — в передней части отделения управления, в двух укладках по 11 снарядов по обеим сторонам от водительского сиденья и 19 — в боевом отделении. Моторно-трансмиссионная группа танка включала в себя двухтактный шестицилиндровый турбированный универсальный дизель жидкостного охлаждения General Motors Detroit Diesel 6V-92 TA (использовавшийся помимо сухопутной колёсной и гусеничной техники также на яхтах, катерах и моторных лодках) мощностью 552 брит. л.с. при 2300—2400 об./мин. в сочетании с автоматической трансмиссией General Electric HMPT-500-3. Изготовление опытного прототипа было завершено в 1986 г. Выкатывание танка для прессы с демонстрацией ходовых качеств и огневых возможностей состоялся в ходе ежегодной британской выставки армейских вооружений BAEE-86 (British Army Equipment Exhibition), полевые испытания проходили в 1987 г., в целом, испытания и доводка танка велись до начала 1990-х гг. В ходе азиатской международной военно-промышленной выставки DSA-90 (Defence Services Asia) в Куала-Лумпуре 20—23 марта 1990 г., в ходе переговоров с высшими должностными лицами Вооружённых сил Малайзии и Кабинета министров Малайзии, представителям компаний-изготовителей совместно с членами делегации Министерства обороны Великобритании удалось подтвердить достигнутые ещё в 1988 г. стратегические договорённости по поставкам вооружений и военной техники. По итогам переговоров был подписан британско-малайзийский меморандум о взаимопонимании (Memorandum of Understanding) на сумму около $1,6 млрд, — сюда входили также многие другие наименования продукции военного назначения в рамках программы комплексного перевооружения войск страны. Однако, в продажу танк так и не поступил.

## Дальнейшее развитие задела
Параллельно с продолжением работ над опытным танком, многие черты VFM5 (компоновочную схему, двигательную установку и систему управления огнём) вобрал в себя другой экспортный вариант лёгкого танка того же периода — Stingray, разработанный и производившийся консорциумом Cadillac-Gage-Textron.

## Комментарии
1. ↑  Сведения относительно рабочих параметров моторно-трансмиссионной группы варьируются в зависимости от конкретного источника информации, — так, на информационном веб-сайте GlobalSecurity.org указана мощность двигателя 992 л.с.[4] Выше в статье указана мощность и другие параметры производительности двигателя из международного справочника Jane’s Armour and Artillery, конвертированные из британской в метрическую систему мер.